# Jacques Lafleur
Jacques Lafleur (* 20. November 1932 in Nouméa; † 4. Dezember 2010 an der Gold Coast, Australien) war ein französischer Unternehmer und Politiker aus Neukaledonien. Er war einer der Hauptverhandlungsführer der Matignon-Abkommen (1988) und des Abkommens von Nouméa (1998).

## Leben
Lafleur wurde 1932 als Sohn des Industriellen und ersten Senators Neukaledoniens Henri Lafleur in Nouméa geboren, wo er auch seine Jugend verbrachte. Er besuchte zunächst das Lycée Lapérouse in seiner Heimatstadt, anschließend das Lycée Janson de Sailly in Paris und die Faculté de Droit de Paris. Er kehrte für den Militärdienst nach Neukaledonien zurück und arbeitete anschließend im landwirtschaftlichen Unternehmen seiner Familie in Ouaco. In der zweiten Hälfte der 1970er Jahre initiierte er eine Landreform und teilte 33.000 Hektar des Landes in Einzelparzellen auf, „um zahlreichen Kaledoniern jeder Herkunft den Erwerb eines Grundstücks zu ermöglichen“. Er behielt ein großes Grundstück für sich, um Viehzucht zu betreiben und einen Teil in ein Tierreservat umzuwandeln, für das er Tiere aus Neuseeland und Japan einführte. Zur gleichen Zeit widmete er sich dem Bergbau in der von seinem Vater 1969 gegründeten Société minière du Sud Pacifique (SMSP), in dem er seine wahre Passion fand. 1990 verkaufte er die SMSP für 15 Millionen Euro an die Sofinor, die der Nordprovinz gehörte, entsprechend dem Matignon-Abkommen von 1988, um den Kanak auf diese Weise die Teilhabe an den wirtschaftlichen Aktivitäten des Bergbaus zu ermöglichen.

## Politische Karriere
Lafleur wurde 1972 in die Assemblée Territoriale (Territorialversammlung) gewählt. 1977 gründete er die Rassemblement pour la Calédonie (RPC), um alle Unabhängigkeitsgegner in einer Partei zu sammeln. Die neue Partei gewann 1977 die Territorialwahl und beherrschte 20 Jahre lang das politische Leben in Neukaledonien. Lafleur kandidierte jedoch nicht für die Territorialwahl, sondern im zweiten Wahlbezirk für die Parlamentswahl in Frankreich 1978. Er gewann, wurde siebenmal wiedergewählt und blieb Abgeordneter bis 2007.
In den 1980er Jahren vertrat er eine harte Linie gegen jede Verhandlung mit den Unabhängigkeitskämpfern der Kanakische und sozialistische Front der nationalen Befreiung (FLNKS). Im April 1988 überfiel eine Gruppe von FLNKS-Separatisten eine Polizeistation auf Ouvéa, tötete drei Gendarmes und nahm 27 von ihnen in einer Grotte als Geiseln. Sondereinsatzkräfte aus Frankreich unternahmen eine Befreiungsaktion, bei der 19 Separatisten und zwei Ordnungskräfte getötet wurden. Daraufhin nahm Lafleur überraschenderweise am 11. Juni 1988 in Paris mit Premierminister Michel Rocard und dem Verhandlungsführer der FLNKS, Jean-Marie Tjibaou, Verhandlungen für einen dauerhaften Frieden auf, die am 26. Juni mit dem Matignon-Abkommen unterzeichnet wurden. Sie sahen eine Amnestie für die Geiselnehmer, die Schaffung von drei Provinzen in Neukaledonien und die Vorbereitung eines Referendums im Jahr 1998 vor.
In der neu entstandenen Südprovinz war er 1989–2004 Präsident der Provinzversammlung. 1998 unterzeichnete er erneut einen Vertrag mit der FLNKS, das Abkommen von Nouméa, das eine Entkolonisierung in drei Stufen und drei Unabhängigkeitsreferenden vorsah. 2004 erlitt er eine Niederlage bei den Provinzwahlen, die von Dissidenten in seiner eigenen Partei gewonnen wurden, die seine absolute Macht nicht länger ertrugen. Lafleur verlor daraufhin den Vorsitz seiner Partei Rassemblement und 2007 auch sein Abgeordnetenmandat. Er starb am 4. Dezember 2010 an einem Herzanfall in seiner Residenz an der Gold Coast in Australien. An der Beerdigung in Nouméa nahmen neben dem französischen Minister für die Überseegebiete auch Vertreter Australiens und Neuseelands teil.

## Ehrungen
Im Juni 2022 wurde auf dem Friedensplatz vor dem Rathaus in Nouméa eine zwei Meter hohe Bronzestatue von Jacques Lafleur und Jean-Marie Tjibaou eingeweiht, die ihren Handschlag nach Abschluss des Matignon-Abkommens von 1988 darstellt. Dafür wurde eigens die an dieser Stelle befindliche Statue des ehemaligen Gouverneurs von Neukaledonien, Jean-Baptiste Léon Olry (1832–1890) entfernt.